# Funk carioca
El funk carioca, també conegut com funk de favela, és un gènere musical sorgit al Brasil durant la dècada del 1980, a les faveles de Rio de Janeiro, com una barreja de hip hop i ritmes afrobrasilers. Ha rebut fortes crítiques pel seu llenguatge sexual explícit, balls pujats de to i la vinculació amb el narcotràfic, malgrat tot, al segle xxi ha passat a ser un dels estils preferits per la joventut brasilera. És un dels pocs gèneres autòctons brasilers que ha traspassat fronteres, i des de finals de la dècada del 2010 és habitual que el funk carioca es mescli en la base de temes de pop internacional. La cantant Anitta ha esdevingut la gran abanderada del funk carioca al món.
El funk carioca i els diversos subgèneres que s'han creat des de la seva aparició s'agrupen en el funk brasiler.

## Història

### Antecedents i inicis del funk carioca
A partir dels anys 60, van sorgir als Estats Units diversos moviments socioculturals associats al Black Power. En la seva vessant artística, van emergir diversos estils musicals com el soul o el funk. Al Brasil, que llavors vivia sota una dictadura militar, aquesta nova música va ser acceptada amb entusiasme. El 12 de juliol de 1970 es va celebrar a l'emblemàtica sala de concerts Canecão, al barri de Botafogo, el Baile da Pesada, un esdeveniment dedicat a la música negra. Aquest és considerat el naixement del moviment contracultural Black Rio, que promovia artistes afrobrasilerscom Tim Maia, Cassiano, Tony Tornado o Sandra de Sá. L'any 1973 va ser creada la productora Furacão 2000, que anys després esdevindria el buc insignia del funk carioca. Durant la segona meitat dels anys setanta, l'activitat d'aquest moviment va patir una davallada, coincidint amb l'eclosió de la música disco i el punk rock.

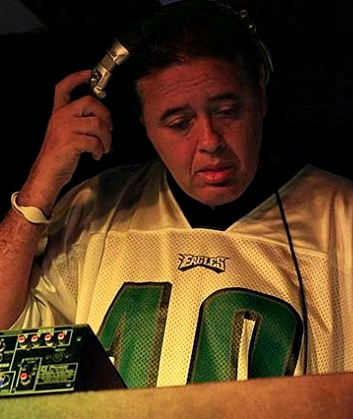
DJ Marlboro (2013)

L'escena musical carioca va revifar als vuitanta amb l'aparició de joves artistes influïts pel tecno i el hip-hop i, en particular, pel Miami bass. El DJ novaiorquès Afrika Bambaataa també és citat com una de les grans fonts d'inspiració per als primers creadors de funk carioca. Van sorgir els nous bailes funk, que van mantenir aquest terme com un vestigi de les antigues festes del Black Rio, on el funk (estatunidenc) predominava. Els intèrprets de funk carioca eren amateurs i actuaven sempre en directe, doncs no tenien recursos per fer enregistraments en un estudi. Això va dificultar que les emissores de ràdio de Rio de Janeiro poguessin difondre la seva música. Això va anar canviant a la segona meitat de la dècada, quan alguns productors van començar a apostar per ells. Un dels primers grans noms del gènere va ser Fernando Luís Mattos da Matta, conegut com DJ Marlboro. Ell va ser responsable per la introducció de la bateria electrònica per a acompanyar les cançons.

### Consolidació i primers subgèneres
A començaments dels anys 90, el funk carioca ja havia assentat les seves bases i gaudia de popularitat a Rio. Les lletres parlaven habitualment de la vida quotidiana als suburbis, plenes de violència, consum de drogues i sexe. Però també hi havia espai per a la crítica social, la lluita antiracista, la denúncia de la brutalitat policial i l'exigència d'un tracte digne per part de la classe política. Les peces més representatives d'aquest funk social van ser Rap da Felicidade (Cidinho & Doca, 1994) i Rap das Armas (MC Júnior & MC Leonardo, 1995). Furacão 2000 va crear un programa de televisió on publicitava els seus artistes, que van passar a guanyar ressò a nivell nacional. D'altra banda, alguns cantants van optar per crear cançons amb lletres més romàntiques i un ritme més suau, per guanyar difusió en ràdios i horaris generalistes. D'aquesta manera va sorgir el primer subgènere, el funk melody, amb artistes com Latino, MC Marcinho o Claudinho & Buchecha. Aquests van obtenir un gran èxit, arribant al disc d'or i apareixent en programes de televisió de tota mena, incloent-ne d'infantils, com el de Xuxa.
Mentre el funk carioca guanyava minuts als mitjans de masses i a les discoteques de barris benestants, va començar una nova corrent reaccionària: el funk proibidão. Les lletres eren molt més agressives, feien apologia del consum i el tràfic de drogues i incitaven als atacs amb armes de foc contra bandes i faveles rivals. Els bailes de corredor, com eren conegudes les festes on actuaven grups de proibidão, promovien les baralles massives entre el públic. L'assemblea legislativa de l'estat de Rio de Janeiro va obrir una comissió d'investigació per estudiar aquest fenomen.

### Reposicionament
A començaments del segle xxi, la televisió va ser la principal forma de promoció del funk carioca —ara un gènere d'abast nacional—, no només amb actuacions en programes líders d'audiència, sino en cadenes dedicades a la programació de videoclips, com la MTV Brasil. Així, els productors van cercar una proposta més visual, amb cançons més enfocades al ball. Les lletres van distanciar-se progressivament dels assumptes de drogues i armes, però van mantenir el seu contingut sexual, maximitzat per les actuacions de les ballarines. El productor Dennis DJ va tornar-se un dels principals autors d'aquesta etapa, amb èxits com Cerol na Mão o Tapinha.

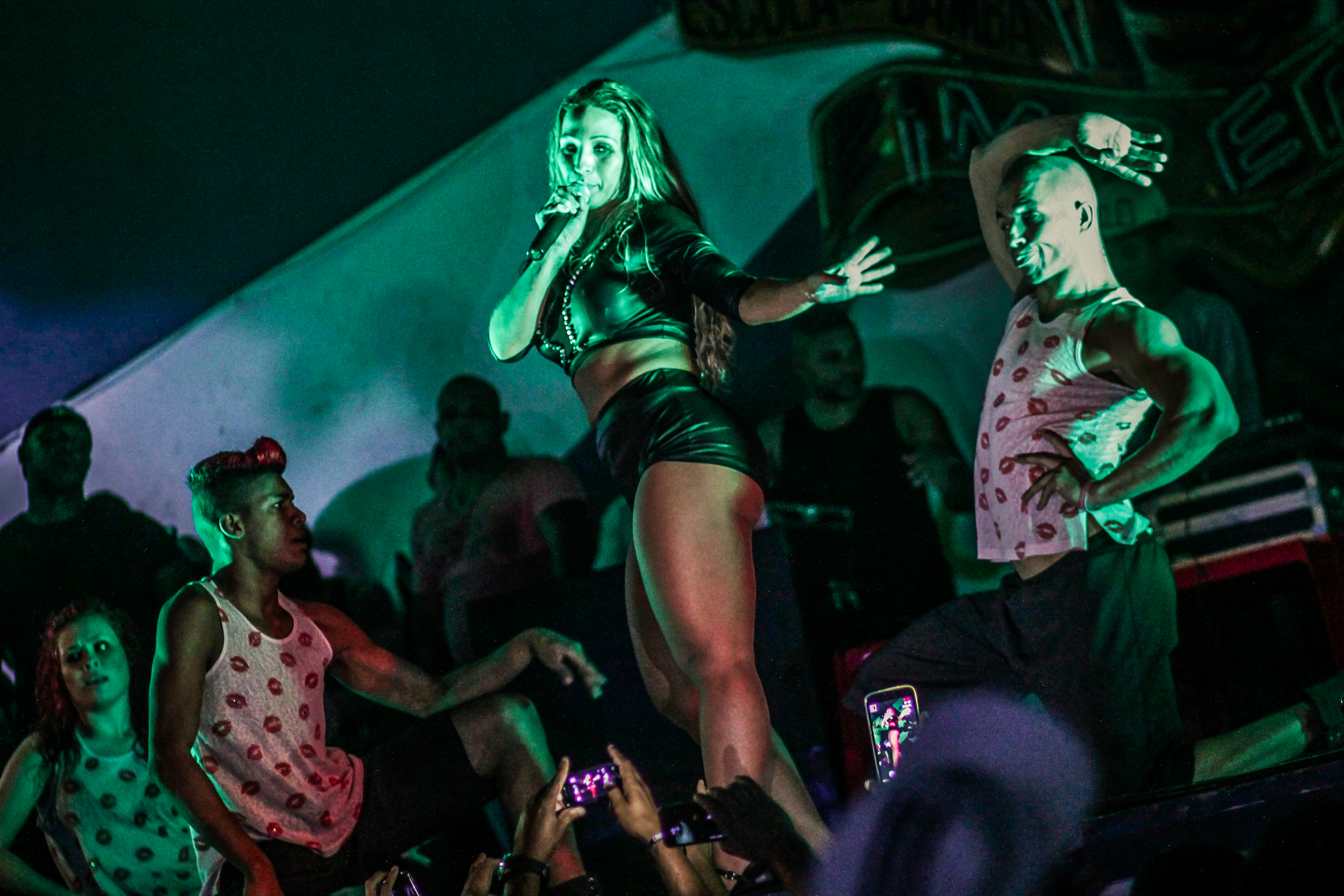
Valesca Popozuda (2014).

Cap a finals del anys 2000, es van produir dos fets que serien fonamentals per al desenvolupament del gènere. D'una banda, van començar a aparèixer dones MC cantant funk, reclamant el seu lloc a l'escena, donant en les seves lletres una nova visió de la vida a les faveles i atorgant-se el dret a sentir-se apoderades a través del cant i el ball. Destaquen les cantants Tati Quebra Barraco i Valesca Popozuda. L'altra fenomen va ser l'interés que l'estil va despertar en musics de fora del Brasil. Entre els pioners que van incorporar el ritme funk a les seves obres, es poden citar al DJ estatunidenc Diplo o a la cantant anglesa M.I.A.
Mica a mica, el funk carioca va guanyar certa reputació. En paraules de MC Júnior: «Abans el funk era un assumpte de la Secretaria de Seguretat. Ara, per la Secretaria de Cultura». El 2008 es va crear l'Apafunk (Associació de Professionals i Amics del Funk) i, el 2009, l'Assemblea Legislativa de l'estat fluminense (que una dècada enrere havia procurat prohibir els pancadões o bailes funk) va decretar que aquest gènere tenia la consideració de «moviment cultural i musical de caràcter popular de Rio de Janeiro».

### De Rio a São Paulo

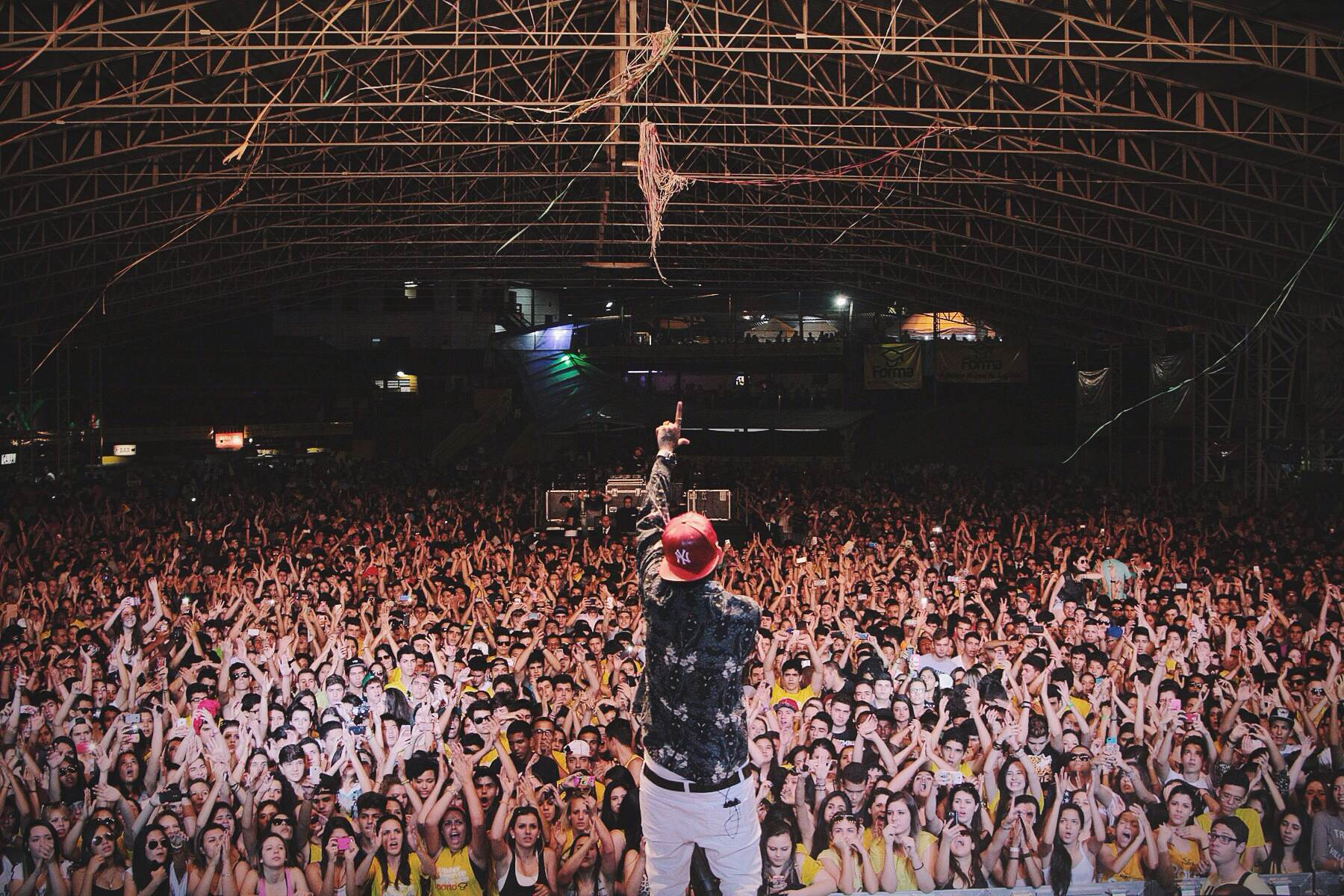
MC Guimê en concert (2014)

Els nous formats de consum de música va suposar un gran canvi per a la indústria del funk. L'aparició de YouTube va significar la descentralització del negoci; els músics van deixar de dependre exclusivament de les productores, com Furacão 2000. Amb el pas del temps, van aparèixer nous cantants de funk de fora de Rio de Janeiro. Els músics de São Paulo van guanyar força i en el canvi de dècada van crear el seu propi estil, el funk ostentação (també dit funk paulista). El funk era un negoci lucratiu per a les seves estrelles, i la nova generació volia demostrar-ho: als videoclips no podien faltar roba i calçat de marca, complements de luxe o cotxes d'alta gamma. El nom més destacat és el productor KondZilla, i entre els cantants més coneguts es troben MC Guimê o Pocah. La cançó Baile de Favela, de MC João, va tenir un gran èxit l'any 2016, gràcies a la seva utilització durant la celebració dels Jocs Olímpics de Rio 2016. La gimnasta Rebeca Andrade va emprar-la en un dels seus exercicis a Tòquio 2020.
També durant la dècada del 2010, a São Paulo també va sorgir una nova vessant del funk, anomenada ousadia. El contingut de les cançons, com en el funk carioca original, parla habitualment sobre sexe, si bé les lletres no són tan explícites i empren el sentit de l'humor i els dobles sentits. MC Bin Laden i MC Pedrinho són alguns dels referents.
Des del naixement del funk carioca, aquest s'ha mesclat amb tot tipus d'estils autòctons del Brasil, donant subgèneres híbrids com el funknejo (mixturat amb el sertanejo), pagofunk (amb el pagode, on Ludmilla n'és la màxima exponent), brega funk, entre d'altres. També amb gèneres forans, com l'eletrofunk (amb música electrònica) o el braz-phonk.

### Èxit internacional

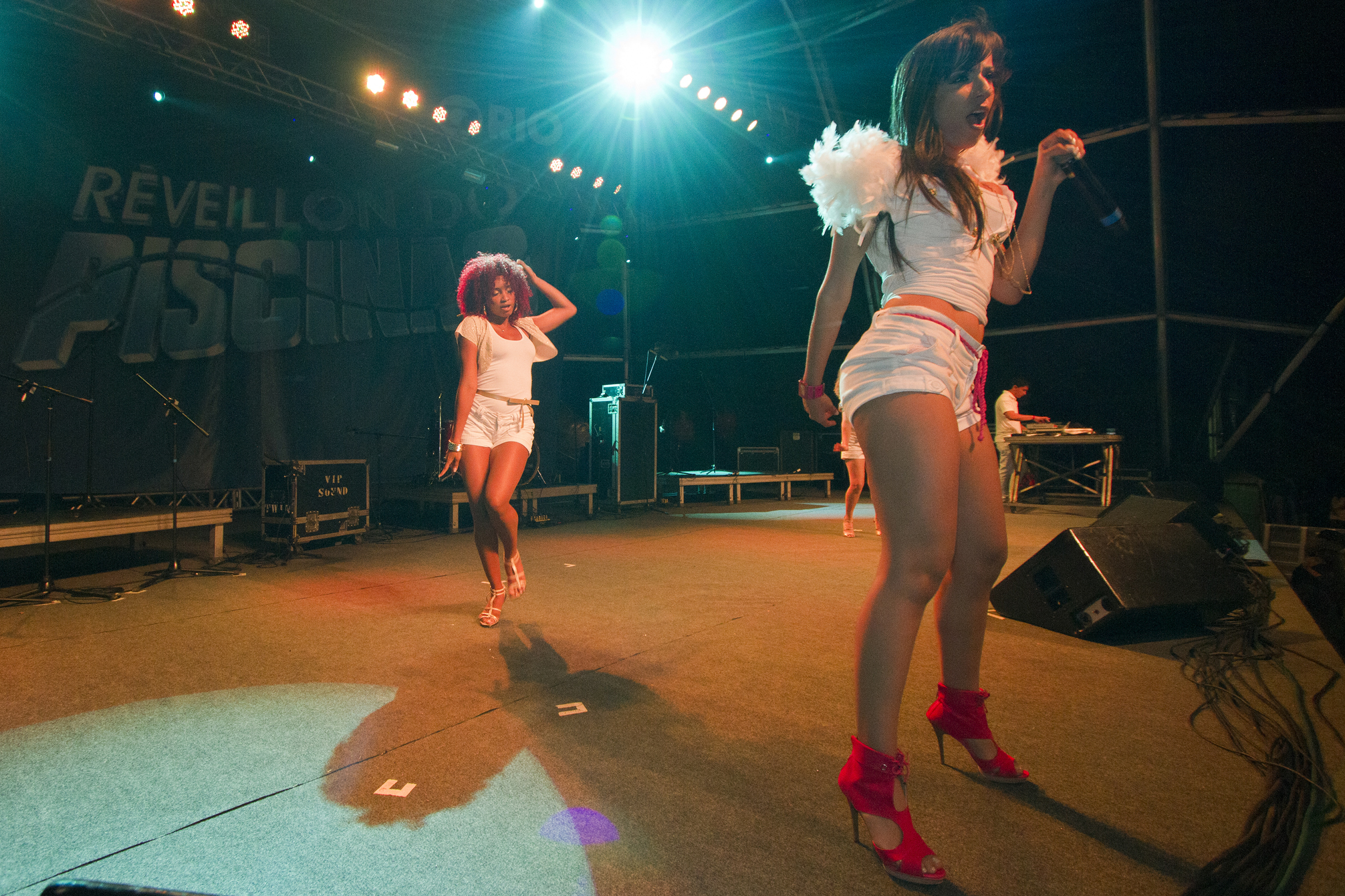
Anitta, l'any 2011, quan es presentava com MC Anitta als concerts de funk carioca.

Des de mitjans de la dècada del 2010, els ritmes llatins urbans com el reggaeton i el funk carioca han triomfat en l'escena pop internacional. Diversos cantants han adaptat els ritmes del funk a la seva obra o han fet col·laboracions amb artistes brasilers. És el cas de Drake (Ela é do Tipo, amb Kevin o Chris), Madonna (Faz Gostoso, amb Anitta),  Britney Spears (If I'm Dancing), The Weeknd (São Paulo, amb Anitta i Tati Quebra Barraco), Snoop Dogg i Pharrell Williams (Beautiful), Rihanna (remix de Rude boy a la Super Bowl de 2023), Cardi B (WAP, amb Pedro Sampaio), J Balvin (Bum bum tam tam, amb MC Fioti) o Major Lazer (Loko, amb Kevinho).
Un altre motiu per a l'expansió del funk carioca en la dècada del 2020 ha sigut el seu ús en xarxes socials, on plataformes com TikTok han difós les seves cançons viralitzant els seus balls.
Cal citar la cantant Anitta, qui ha estat la gran referent brasilera del funk carioca al món. Sortida de Furacão 2000, la cantant d'Honório Gurgel va ascendir ràpidament amb una barreja de funk i pop comercial. Des del llançament del seu quart LP, Kisses, canta en anglès, portuguès i espanyol, ampliant la seva presència en diferents mercats musicals. Va ser nominada als Premis Grammy de 2023 en la categoria d'artista revelació, tornant-se el quart artista brasiler en aconseguir aquesta fita.

## Funk carioca als Països Catalans
La utilització del ritme funk, integrat en propostes de mestissatge musical, és força recent i està lluny de considerar-se que tingui una presència consolidada al país. El 2024, Figa Flawas va publicar l'àlbum La Calçotada, farcit de ritmes llatins, entre els quals es troba el tall Umami, amb ritme funk. Mushkaa i Julieta van publicar el 2024 Vaya Liada; i la barcelonina Cloe —guanyadora del concurs KLK de 2023— va llançar el senzill Trampa. També el 2023, Scorpio (exconcursant d'Eufòria) va llançar el senzill M'enxinxo, amb barreja de música electrònica i funk.
La vilarassenca Bad Gyal va publicar el 2024 dues cançons de funk amb Anitta: Bota niña, del seu LP debut La Joia, i Double Team, present a l'album Funk generation de la brasilera. La catalanocubana Chanel també ha fet servir aquest estil musical en el seu àlbum ¡Agua!.

## Homenatges
L'any 2024, el President de la República, Lula da Silva, va signar la llei que instituïa el 12 de juliol com el Dia Nacional del Funk. Aquest dia es commemora l'ocasió del primer Baile da Pesada.